# Karuselli
Karuselli är en godispåse som tillverkas av Pirkka Fazer i Finland.
Godisbitarna har också stora likheter med godiset Aarre Arkku eller Palle Kuling i Sverige, både i smak och form.